# Gambia en los Juegos Olímpicos de Pekín 2008
Gambia participó en los Juegos Olímpicos de Pekín 2008, celebrados en Pekín – China, del 8 al 24 de agosto de 2008. Fue la séptima aparición de Gambia en los Juegos Olímpicos de verano desde su debut en 1984. El equipo de Gambia incluyó a tres atletas; los corredores Suwaibou Sanneh y Fatou Tiyana, así como el boxeador Badou Jack. Jack, un peso mediano en sus primeros Juegos Olímpicos, fue seleccionado como abanderado para las ceremonias de apertura y clausura. Ninguno de los atletas de Gambia progresó más que en las eliminatorias.

## Antecedentes
Gambia había participado en seis Juegos Olímpicos de Verano anteriores, entre su debut en Juegos Olímpicos de Los Ángeles 1984 y los Juegos Olímpicos de Pekín 2008. En su debut, el país envió diez atletas a los juegos, todos los cuales compitieron en atletismo. Ningún gambiano ha ganado jamás una medalla de los Juegos Olímpicos de verano.

## Atletismo
En los Juegos Olímpicos de Pekín 2008, Gambia estuvo representada por un atleta masculino en atletismo, el velocista de 100 metros Suwaibou Sanneh. A los 17 años, Sanneh era el competidor más joven del país y estaba compitiendo en sus primeros Juegos Olímpicos. Compitió el 15 de agosto en Pekín, y terminó quinto de 8 en el octavo heat. Su tiempo de 10,52 segundos lo colocó en el puesto 46 de 80 competidores en general. El atleta más rápido fue Tyrone Edgar (10,13 segundos) y el atleta más lento que avanzó a las semifinales fue Uchenna Emedolu (10,46 segundos). Youssouf, que estaba 0.06 segundos detrás de Emedolu, no avanzó a las semifinales.
Compitiendo en sus primeros Juegos Olímpicos, Fatou Tiyana fue la única mujer que compitió en los eventos de pista y campo en los Juegos Olímpicos de Verano de 2008 para Gambia. Compitió en los 100 metros el 19 de agosto. Logró un mejor tiempo personal de 12,25 segundos y terminó séptima en su serie a 0,92 segundos detrás de la ganadora, Ivet Lalova. Terminó 58 de 85 atletas en general y fue 2,55 segundos más rápida que la atleta más lenta, Robina Muqimyar. Tiyana estaba 1,12 segundos detrás del atleta más rápido (Oludamola Osayomi) y 0,60 segundos detrás del atleta más lento que avanzó a las semifinales, Thi Huong Vu. Por lo tanto, Tiyana no avanzó a las semifinales.

## Boxeo
El único boxeador de Gambia en los Juegos Olímpicos de Pekín, Badou Jack, se clasificó en la clase de peso medio en el segundo torneo clasificatorio continental africano. Jack compitió a los 24 años y era el competidor más veterano de Gambia. Fue seleccionado como abanderado de Gambia para la ceremonia de apertura. Su primera pelea fue contra el indio Vijender Singh. Singh ganó la pelea 13-2 y Jack fue eliminado de la competencia.